# 双龙街道 (昆明市)
双龙街道，是中华人民共和国云南省昆明市盘龙区下辖的一个街道，由盘龙区松华坝水源保护区管理。

## 历史
原为官渡区双龙乡。2004年8月，由官渡区划归盘龙区。2009年8月5日，撤乡设街道。

## 行政区划
双龙街道下辖以下地区：
乌龙社区、麦冲社区、麦地塘社区和庄房社区。